# Powiat Furuu
Powiat Furuu (jap. 古宇郡 Furuu-gun) – powiat w Japonii, w prefekturze Hokkaido, w podprefekturze Shiribeshi. W 2024 roku liczył 2273 mieszkańców.

## Miejscowości
- Kamoenai
- Tomari